# Vittoria Borsò
Vittoria Borsò (* 26. Oktober 1947 in Pisa) ist Literatur- und Kulturwissenschaftlerin im Fachbereich Romanistik und Inhaberin des Lehrstuhls Romanistik I für Romanische Literatur- und Kulturwissenschaft (Französisch, Italienisch, Spanisch) der Heinrich-Heine-Universität Düsseldorf (1998–2013). Sie wurde in Italien geboren, lebte bis zum Abitur in Rom und studierte Romanistik und Germanistik an der Universität Mannheim.

## Akademische Laufbahn
Vittoria Borsò wurde 1985 an der Universität Mannheim promoviert (Metapher als Erfahrungs- und Erkenntnismittel, Tübingen: Narr 1985). Von 1985 bis 1987 war sie als Feodor-von-Lynen-Stipendiatin der Humboldt-Stiftung zur Durchführung eines Forschungsprojekts in den USA (Rice University Houston/Texas und University of Texas at Austin). Sie habilitierte sich 1991 mit einer Studie zur Kritik der Diskurse des Magischen Realismus in der lateinamerikanischen Literatur (Mexiko jenseits der Einsamkeit. Versuch einer interkulturellen Analyse, Frankfurt: Vervuert, 1994). Im selben Jahr übernahm sie die Vertretung des Lehrstuhls für Französisch und Italienisch an der Universität Freiburg. Im Jahr 1992 erhielt sie einen Ruf an die Heinrich-Heine-Universität Düsseldorf auf die C-2-Professur „Französische und Spanische Literatur“. 1998 erhielt sie einen Ruf auf den Lehrstuhl für französische und spanische Literaturwissenschaft an der Universität Duisburg und auf den Lehrstuhl Romanistik I der Universität Düsseldorf, den sie seit 1998 innehat. 2002 war sie Gründungsprofessorin des Studienganges „Medien- und Kulturwissenschaft“ der Universität Düsseldorf.
Als Gastprofessorin lehrte Vittoria Borsò u. a. an mehreren europäischen und amerikanischen Universitäten wie UNAM und Colegio de México, México, Stanford University, University of California at Irvine, Rice University, Houston/Texas. Von 2005 bis 2008 war sie Mitglied des vom MIWFT geförderten NRW-Forschungsprogramms „Geisteswissenschaften gestalten Zukunftsperspektiven“ und leitete das Forschungsprojekt „Migrationskulturen: Beiträge zu einer friedfertigen Epistemologie des sozialen Raums in globalisierten Gesellschaften“. Sie ist Antragstellerin des DFG-Graduiertenkollegs 1678 „Materialität und Produktion“ an der Heinrich-Heine-Universität Düsseldorf, Mitglied des Steering Committee des Projekts „Iberian Postcolonialities: A metahistory of material practices of power“ (Mit Alberto Moreiras und José Luis Villacañas) und des Projekts „The Italian Difference: Philosophy of Life“.
Seit April 2008 ist sie Mitglied des Steering Committee der Forschungsgruppe US-amerikanischer Mexikanisten „UC Intercampus Research Group“ (U.C. Mexicanists) der Universities of California und des Beirats des Instituts für Kulturwissenschaften und Theatergeschichte der Österreichischen Akademie der Wissenschaften.
Seit 2012 ist sie gewählte Fachkollegiatin der DFG für das Fach „Europäische und Amerikanische Literaturen“. Außerdem ist sie als Gutachterin für verschiedene wissenschaftliche Förderinstitutionen (DFG, Humboldt-Stiftung, DAAD, Stifterverband für die Deutsche Wissenschaft) tätig.
Sie hatte mehrere Lehrfunktionen inne, als Dekanin der Philosophischen Fakultät (1998–2002) und Prorektorin für Internationale Angelegenheiten (2003–2007) der Heinrich-Heine-Universität Düsseldorf. Im Oktober 2007 wurde sie in den Hochschulrat der Heinrich-Heine-Universität Düsseldorf berufen.
Im Jahr 2000 wurde Vittoria Borsò mit dem italienischen Verdienstorden des Cavaliere Ufficiale al merito della Repubblica Italiana und 2013 mit dem Universität-Forschungspreis der Dr. Günter- und Imme-Wille-Stiftung (zusammen mit Ulrich von Alemann) ausgezeichnet. Im WS 2013/2014 war sie als Senior-Fellow am IKKM (Internationales Kolleg für die Kulturtechnikforschung und Medienphilosophie) der Bauhaus-Universität, Weimar.

## Thematische Schwerpunkte

### Kulturtheorie
- Materialität und Produktion: New Materialism, prozessuale Ontologien und Ästhetik (historische und systematische Bearbeitung philosophischer und literarischer Texte)
- Gedächtnistheorien im Spannungsverhältnis zwischen Kultur- und Neurowissenschaften
- Topologie und Transatlantische Topografien
- Visuelle Kultur und Intermedialität in der Romania (internationales Forschungsprojekt mit der Università degli Studi di Palermo)